# Mobridge State Bank
La Mobridge State Bank est un bâtiment bancaire situé à Mobridge, dans le Dakota du Sud, aux États-Unis. Elle est inscrite au South Dakota State Register of Historic Places depuis décembre 1997.